# André Felipe Ferreira
André Felipe "Pampa" Falbo Ferreira, född 24 november 1964 i Recife, död 7 juni 2024 i São Paulo, var en brasiliansk volleybollspelare. Ferreira blev olympisk guldmedaljör i volleyboll vid sommarspelen 1992 i Barcelona.